# Kippapparat
Kippapparat är av glas tillverkad apparat för framställning av gaser för laboratorieändamål ur ett fast ämne och en syra. Detta kan gälla koldioxid, vätesulfid och väte ur kalciumkarbonat, järn(II)sulfid respektive zink med saltsyra eller svavelsyra, samt acetylen från kalciumkarbid och vatten. 
Apparaten uppfanns 1844 av den holländske apotekaren Petrus Jacobus Kipp. Efter 1920-talet föll apparaten allt mera ur bruk då de aktuella gaserna gjordes tillgängliga i små gasflaskor från industriell framställning.

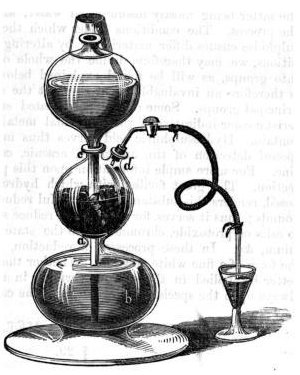
Kippapparat

Kippapparaten består av en undre del med två glober och en övre del med en glob med långt rör, som når nära bottnen av den nedersta globen, och överst ett säkerhetsrör. Det fasta materialet läggs i den mittersta globen, som också har en ventil för avtappning av framställd gas. Den nedersta globen, röret och en del av den översta globen fylls med syra. När gasventilen öppnas, fylls även en del av den mellersta globen med syra, och gasutveckling startar. Tillslutes gaskranen, tillbakaträngs syran, och gasutvecklingcn upphör. Den bildade gasen tappas ur genom gasventilen.